# Gift dej med mej
Gift dej med mej är en amerikansk komedifilm från 1943 i regi av Norman Krasna. Filmen hade inte premiär förrän ett år efter att inspelningarna var klara. Olivia de Havilland hade först vägrat att spela rollen då hon tyckte att Warner Bros. hela tiden gav henne för lättviktiga roller, och att hennes kontrakt förlängts över för lång tid. Alexis Smith provfilmade kort för rollen medan konflikten pågick. Händelserna gav upphov till "De Havilland-lagen" som reglerar under hur lång tid filmkontrakt är bindande.

## Handling
Prinsessan Maria besöker New York men hon har det tråkigt där. På inrådan av sin farbror ska hon resa med flygplan till San Francisco istället. Men Maria är flygrädd och får lugnande piller, och planet tvingas vända tillbaka till New York på grund av dåligt väder. Den nersövda Maria tas om hand av planets pilot Eddie som inte har en aning om vem hon är.

## Rollista
- Olivia de Havilland - prinsessan Maria
- Robert Cummings - Eddie O'Rourke
- Charles Coburn - farbror Holman
- Jack Carson - Dave Campbell
- Jane Wyman - Jean Campbell
- Harry Davenport - domaren
- Gladys Cooper - fröken Haskell
- Minor Watson - Washburn